# Treu-me d'aquí, Scotty

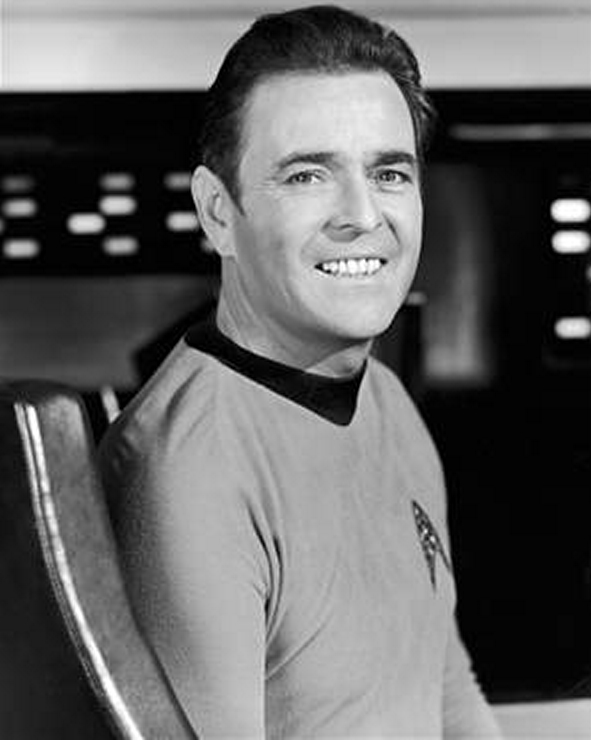
Foto de James Doohan com a Scotty de La sèrie original.

"Treu-me d'aquí, Scotty" (Beam me up, Scotty) és una frase feta i una cita incorrecta que va arribar a la cultura popular a partir de la sèrie de televisió de ciència-ficció "Star Trek: La sèrie original". Prové de l'ordre que el Capità Kirk dóna al seu enginyer en cap, Montgomery "Scotty" Scott, quan necessita ser "transportat" de tornada a la nau estel·lar Enterprise.
Tot i que s'ha associat irrevocablement amb la sèrie i les pel·lícules, la frase exacta mai es va pronunciar en cap episodi de televisió o pel·lícula de "Star Trek". Malgrat això, la cita s'ha convertit en una frase pròpia amb el temps. Es pot utilitzar per descriure el desig d'estar en un altre lloc, tecnologia com la teleportació, argot per a certes drogues o com a frase per mostrar apreci i associació amb el programa de televisió.
La influència de la citació errònia va fer que James Doohan, l'actor que interpretava Scotty, fos tergiversat en el seu propi obituari, on se'l fa referència com el personatge que "va respondre a l'ordre 'Teleporta'm, Scotty'". El mateix Doohan va triar utilitzar la frase com a títol de la seva autobiografia de 1996.

## Cites precises
Tot i que la frase entra a la cultura popular, és una cita incorrecta i mai s'ha dit en cap de les sèries de televisió o pel·lícules, contràriament a la creença popular. Tanmateix, hi ha hagut diversos "quasi errors" de fraseig.
Als episodis de la sèrie original "La timba de Triskelion" i "La cortina salvatge", Kirk va dir: "Scotty, teletransporta'ns"; mentre que a l'episodi "A aquest costat del Paradís", Kirk simplement va dir: "Teleporta'm". A l'episodi "Els guardians dels núvols", Kirk diu: "Sr. Scott, teleporta'ns".
Els episodis animats "The Lorelei Signal" i "The Infinite Vulcan" utilitzaven la frase "Teleporta'ns, Scotty".
La sèrie de pel·lícules original té la frase "Scotty, teleporta'm" a Star Trek IV: The Voyage Home i "Teleporta'ls fora, Scotty" a Star Trek: Generations.
La frase completa va ser finalment dita per William Shatner a l'adaptació d'àudio de la seva novel·la no canònica Star Trek: The Ashes of Eden.

## Llegat
La popularitat de la cita incorrecta ha donat lloc a moltes frases noves, tant associades amb «Star Trek» com d'altres. El moment exacte en què la frase es va popularitzar no és clar. Tanmateix, es poden trobar primers signes de l'ús de la cita per descriure alguna cosa separada de «Star Trek» aproximadament deu anys després de l'emissió de «Star Trek» el 1966, en una publicació del Royal Aeronautical Journal. Descriu una certa rutina com "una mena de rutina de 'teletransporta'm, Scotty'". Amb el temps, la frase s'ha ampliat a "Teletransporta'm, Scotty, no hi ha vida intel·ligent aquí baix!", popularitzada en adhesius de para-xocs i samarretes, tot i que cap de les dues cites es va dir mai al programa.
La cita "Beam me up, Scotty!" s'ha ampliat més enllà del seu significat original per descriure una expressió del "desig d'estar en un altre lloc", o el desig de sortir d'una situació no desitjada. A més, s'ha associat amb coses futuristes, com ara la possibilitat de teleportació.
La frase també s'ha utilitzat com a argot per a certes drogues. Una pàgina d'Oxford Reference definia "Beam me up, Scotty" com "una barreja de fenciclidina i cocaïna" i per "parlar amb Scotty", "estar col·locat amb Scotty", "veure Scotty", etc.
La frase ha estat referenciada a les definicions d'argot de drogues del xèrif del comtat de Baxter.També es fa referència al llibre "Vice Slang" de Tom Dalzell i Terry Victor, per a la cocaïna crack, i per descriure els "Beamers" o "Beemers" com aquells que prenen aquestes drogues.
El 1988, D.C. Scorpio va llançar una cançó que porta el nom de la cita.
Un personatge del videojoc educatiu de 1993 Where in Space is Carmen Sandiego? és anomenat "Bea Miupscotti."
James Traficant va utilitzar la cita com a frase feta durant el seu servei a la Cambra de Representants dels Estats Units.
El planetari de la sèrie animada South Park (1997) porta la inscripció "Me transmitte sursum, Caledoni!", que és una traducció de la cita incorrecta al llatí.
La cita es va utilitzar a la pel·lícula Armageddon (1998) per Rockhound, el personatge interpretat per Steve Buscemi. Quan Harry S. Stamper (interpretat per Bruce Willis) li pregunta si Rockhound s'uniria a ells per desviar l'asteroide, respon "Em coneixes. Teletransporta'm, Scotty".
Relient K cita la frase en una cançó anomenada "Beaming" a The Nashville Tennis EP.
La cita també va ser utilitzada per la rapera estatunidenca Nicki Minaj com a títol tant de la seva tercera mixtape com de la seva última cançó.
Al seu llibre Based on a True Story, Norm Macdonald explica que el porter de l'edifici on vivia es va dirigir a ell com a "Teleporta'm, Scotty" després que Norm digués la frase en un sketch de "Star Trek" a la sèrie "Saturday Night Live".
A més, Mateo utilitza la cita a l'episodi "Part-Time Hires" de "Superstore" quan parla amb un treballador de la construcció anomenat Scott que continua intentant utilitzar el seu passi de lavabo d'empleat.